# Cyclommatus cupreonitens
Cyclommatus cupreonitens là một loài bọ cánh cứng trong họ Lucanidae. Loài này được Boileau mô tả khoa học năm 1901.